# Dębice (gmina)
Dębice – dawna gmina wiejska istniejąca w latach 1945–54 i 1973–76 w woj. szczecińskim (dzisiejsze woj. zachodniopomorskie). Siedzibą władz gminy były Dębice.
Gmina Dębice powstała w czerwcu 1945 na terenie tzw. Ziem Odzyskanych (tzw. III okręg administracyjny – Pomorze Zachodnie), jako jedna z 12 gmin zbiorowych, na które podzielono powiat nowogardzki. 28 czerwca 1946 gmina weszła w skład nowo utworzonego woj. szczecińskiego.
Według stanu z 1 lipca 1952 gmina składała się z 8 gromad: Bagna, Bielice, Dębice, Godowo, Maszewko, Mokre, Nastazin i Sokolniki. Gmina została zniesiona 29 września 1954 wraz z reformą wprowadzającą gromady w miejsce gmin.
Jednostkę reaktywowano 1 stycznia 1973 w tymże powiecie i województwie. 1 czerwca 1975 gmina weszła w skład nowo utworzonego (mniejszego) woj. szczecińskiego. 2 lipca 1976 roku gmina została zniesiona przez połączenie jej terenów z dotychczasową gminą Maszewo w nową gminę Maszewo.